# Železniční trať Omarska–Tomašica

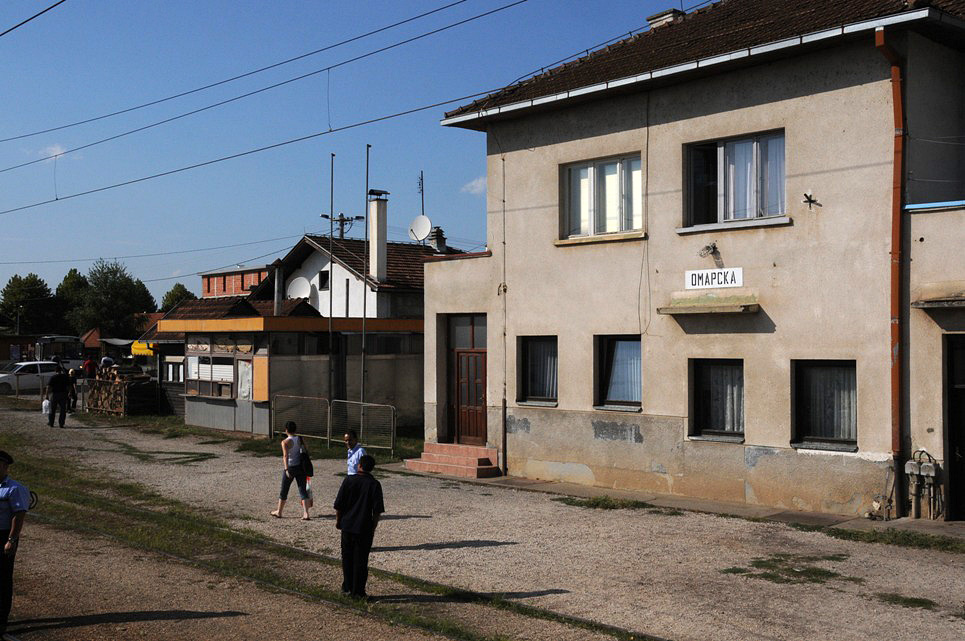
Železniční stanice v Omarské.

Železniční trať Omarska–Tomašica (bosensky Željeznička pruga Omarska–Tomašica) se nachází v severní části Bosny a Hercegoviny. Spojuje vesnici Tomašica s městem Omarska a tratí do města Banja Luka. Dlouhá je pouhých 15 km a má význam především pro nákladní dopravu – trať spojuje dvě ložiska povrchových dolů. 
Trať je jednokolejná, standardního rozchodu kolejí 1435 mm a je elektrifikovaná v celé své délce. V bosenské žel. síti je evidována pod číslem 16.2. Trať byla vybudována v roce 1967 v souvislosti s výstavbou nového dolu na železnou rudu, který bylo nezbytné napojit na tehdejší jugoslávskou železniční síť. Od té doby trať sloužila pro přepravu rudy. Vzhledem k problematickému technickému stavu trati byla v roce 2015 cestovní rychlost na trati pouhých 30-40 km/h.

## Stanice
- Omarska
- Tomići
- Marićka
- Vučkovići
- Tomašica